# 小石豊
小石 豊（こいし ゆたか、1932年 - 2021年11月18日）は、日本の牧師、著作家。
現在、聖書と日本フォーラム会長、シャローム宣教会「声石」主筆などもつとめる。また、プロテスタントの牧師の立場から、日猶同祖論関連の著書もある。

## 概要
東京都生まれ。中央聖書学校卒業。豊川キリスト教会や吉祥寺福音教会などで牧師を務めながら、中央聖書学校でキリスト教教育、聖書地理などを教える。
その後、熊本聖書教会をへて、1978年から豊橋キリスト教会（ペンテコステ派、日本アッセンブリーズ・オブ・ゴッド教団所属）牧師。
千葉グレイスチャーチ（日本チャーチ・オブ・ゴッド教団所属）牧師でやはり陰謀論関係の著作がある小石泉は実弟、同教会で牧師を務める小石臨は甥（泉の息子）。

## 著書
- 失われたイスラエル十部族の回復 いのちのことば社　1982年
- 日本人とユダヤ人の連合を世界が怖れる理由 十部族の大預言 カッパ・ブックス 光文社　1987年
- ヨハネの黙示録がわかりますか いのちのことば社　1992年
- 日本・ユダヤ連合超大国 隠された歴史と民族の使命 光文社　1994年
- 古代ユダヤの大預言 失われた十部族＝日本が世界の盟主になる日 日本文芸社　1997年
- 古代出雲イスラエル王国の謎 神社に隠された日本人のルーツ 学研　2005年
- 聖書に預言された神国日本 神道とキリスト教を通して日本人の品格と未来を展望する 学研　2006年
- このスーパーDNAが世界を変える 日本人のご先祖様は聖書のアブラハム! 新生JAPAN「超」裏面史 ヒカルランド　2013年